# 布兰迪·罗德里克
布兰迪·妮可尔·罗德里克（英語：Brande Nicole Roderick，1974年6月13日—）是美国模特兼演员，因出演電視劇《护滩使者》和亮相《花花公子》而知名。2000年4月，她当选《花花公子》月度玩伴女郎，并于2001年获选年度玩伴女郎。

## 职业
2000年，罗德里克在电视剧《海滩救护队》中饰演莉·戴尔(Leigh Dyer)一角。同年4月，她成为《花花公子》杂志“当月玩伴女郎”。2001年，她获选为“年度玩伴女郎”。2003年，她出演宝莱坞电影《失控》(英语：Out of Control)，饰演印度演员里提什·德什穆克(Riteish Deshmukh)所扮演角色的美国妻子——该角色在返乡印度时被家人强迫迎娶一位印度姑娘。
她参演的其他影视作品包括：《警界双雄》(Starsky & Hutch)、《狗爷恐怖街区》(Snoop Dogg's Hood of Horror)、《狂野俱乐部2》(Club Wild Side 2)和《保姆日记》(The Nanny Diaries)。此外，她还曾客串出演《乔伊》、《帕克一家》和《飞越比佛利》等剧集。

### 出场
罗德里克是美国石头剪刀布联盟(RPS League)的"联盟女郎"(Girl of RPS)。2006年，她作为六位名人选手之一参加CBS夏季系列节目《游戏马拉松》(Gameshow Marathon)，最终获得亚军，仅次于凯西·纳吉米(Kathy Najimy)。2009年，她参加《名人学徒》第二季。该季节目中，每位名人为自选慈善机构筹款；罗德里克选择支持加州警察青年慈善会(California Police Youth Charities)。在《名人学徒2》倒数第二期节目中，她与另一位参赛者杰西·詹姆斯(Jesse James)一同从最终四强中被淘汰。
2009年4月，罗德里克担任Playboy TV真人秀竞赛节目《Playboy Shootout》的主持人。
2012年2月，罗德里克与李安·特威登(Leeann Tweeden)、兰德里·菲尔兹共同主持了在印第安纳州印第安纳波利斯举行的"Aces & Angels超级碗XLVI派对"。2013年，她与第二季选手克劳迪娅·乔丹(Claudia Jordan)、丹尼斯·罗德曼一同回归参加《名人学徒6：全明星赛》。

### 风险投资
截至2008年，罗德里克拥有一家名为"Financially Hung"的社交网络公司。她将该公司描述为“成人版的MySpace”。
此外，她与Maroon 5乐队成员亚当·列维合作经营意大利设计师鞋履品牌Pantofola d'Oro。

## 个人生活
罗德里克出生于加利福尼亚州诺瓦托，曾就读于圣罗莎初级学院。2000年至2001年间，她与已故《花花公子》创始人休·海夫纳交往，并与前NFL球员凯德·麦克诺恩有过恋情。2006年8月，她与前NFL球员格伦·卡德雷兹订婚，后者曾为丹佛野马队、纽约喷气机队和堪萨斯城酋长队效力11个赛季。两人于2007年6月结婚，育有两子，后于2017年离婚。